# Радогощская волость
Ра́догощская во́лость (также Радогожская, Родогощская, Радогощенская и др.) — упразднённая административно-территориальная единица, существовавшая в составе Севского уезда Орловской и Брянской губерний в 1861—1924 годах.
Административными центрами волости в разное время были село Радогощь (1861—1920) и посёлок Комаричи (1920—1924).

## География
Располагалась на востоке Севского уезда. На севере и востоке граничила с Дмитровским уездом. Главным водотоком волости была река Нерусса.

## История
Образована в ходе крестьянской реформы 1861 года. К этому моменту земли будущей волости принадлежали князю В. Д. Голицыну. В 1880-е годы территория Радогощской волости была расширена за счёт упразднённых Быховской и Лубошевской волостей.
В 1920 году административный центр Радогощской волости был перенесён в посёлок Комаричи, при этом название волости осталось прежним.
В мае 1924 года, при укрупнении волостей, Радогощская волость была упразднена, а её территория включена в состав Комаричской волости.
В настоящее время территория бывшей Радогощской волости входит в состав Комаричского района Брянской области.

## Населённые пункты
По состоянию на 1877 год в состав Радогощской волости входило 8 населённых пунктов:
| № | Населённый пункт | Тип населённого пункта |
| - | ---------------- | ---------------------- |
| 1 | Радогощь         | село, волостной центр  |
| 2 | Захарово         | деревня                |
| 3 | Кокино           | деревня                |
| 4 | Лобаново         | село                   |
| 5 | Лопандин         | хутор                  |
| 6 | Робское          | деревня                |
| 7 | Туличево         | деревня                |
| 8 | Чернево          | деревня                |

К 1914 году список населённых пунктов волости выглядел следующим образом:
| №  | Населённый пункт | Тип населённого пункта |
| -- | ---------------- | ---------------------- |
| 1  | Радогощь         | село, волостной центр  |
| 2  | Аркино           | село                   |
| 3  | Бабинец          | деревня                |
| 4  | Бочарово         | деревня                |
| 5  | Быхово           | село                   |
| 6  | Жадино           | село                   |
| 7  | Заречная         | деревня                |
| 8  | Захарово         | деревня                |
| 9  | Ивановский       | хутор                  |
| 10 | Кокино           | деревня                |
| 11 | Комаричи         | посёлок                |
| 12 | Лобаново         | село                   |
| 13 | Лопандин         | хутор                  |
| 14 | Марьинка         | хутор                  |
| 15 | Пигарево         | деревня                |
| 16 | Робское          | деревня                |
| 17 | Туличево         | деревня                |
| 18 | Чернево          | деревня                |

## Сельсоветы
С установлением советской власти после 1917 года на территории волости стали образовываться сельсоветы. По состоянию на 1920 год в состав Радогощской волости входили 16 сельсоветов:
- Аркинский
- Бабинецкий
- Бочаровский
- Быховский
- Голынский
- Жадинский
- Захаровский
- Кокинский
- Комаричский
- Лобановский
- Лопандинский
- Пигаревский
- Радогощский
- Робский
- Туличевский
- Черневский

## Обратите внимание
- В исторической литературе встречаются также упоминания о Радогощской волости как об окрестностях города Радогоща (нынешний Погар).[4]
- В Ленинградской области (Бокситогорский район) с 1994 до 2005 года существовала Радогощинская волость.